# Кушитски езици
Кушитските езици са подгрупа на афро-азиатските езици, наречени на библейската личност Куш по аналогия със семитските. Те се говорят на Сомалийския полуостров. Измежду тези езици най-много се говори езикът оромо, който има около 24 милиона говорещи, следван от сомалийски (Сомалия, Етиопия, Джибути и Кения) с около 20 милиона говорещи, сидамо (Етиопия) с 2 милиона говорещи и афарски (Еритрея, Етиопия и Джибути) с около 1,5 милиона говорещи.